# Болотана
Болотана (итал. Bolotana) — коммуна в Италии, располагается в регионе Сардиния, подчиняется административному центру Нуоро.
Население составляет 3276 человек, плотность населения составляет 30,19 чел./км². Занимает площадь 108,52 км². Почтовый индекс — 8011. Телефонный код — 0785.
Покровителем коммуны почитается святой апостол Пётр, празднование 29 июня.